# Orahovica (Bijelo Polje)
Pour les articles homonymes, voir Orahovica.
Orahovica (en serbe cyrillique: Ораховица) est un village du nord-est du Monténégro, dans la municipalité de Bijelo Polje.

## Démographie

### Évolution historique de la population[1]
| 1948 | 1953 | 1961 | 1971 | 1981 | 1991 | 2003 |
| ---- | ---- | ---- | ---- | ---- | ---- | ---- |
| 733  | 799  | 880  | 870  | 790  | 601  | 479  |